# (6627) 1981 FT
A (6627) 1981 FT a Naprendszer kisbolygóövében található aszteroida. Zdenka Vávrová fedezte fel 1981. március 27-én.